# Lenax
Lenax est une commune française, située dans le département de l'Allier en région Auvergne-Rhône-Alpes. Cette commune a été frappée de plein fouet par l'exode rural, puisqu'elle est passée en un siècle de près de 1 000 habitants à 250 habitants en 2022. Elle avait encore 510 habitants en 1968.

## Géographie
La commune se trouve dans les Basses Marches du Bourbonnais, à l'est du département de l'Allier.
| - OpenStreetMap Limite communale |

Ses communes limitrophes sont :
|        | Le Donjon           | Neuilly-en-Donjon |
| Loddes | Lenax               | Le Bouchaud       |
|        | Montaiguët-en-Forez |                   |

### Climat
Pour des articles plus généraux, voir Climat d'Auvergne-Rhône-Alpes et Climat de l'Allier.
En 2010, le climat de la commune est de type climat océanique dégradé des plaines du Centre et du Nord, selon une étude du CNRS s'appuyant sur une série de données couvrant la période 1971-2000. En 2020, Météo-France publie une typologie des climats de la France métropolitaine dans laquelle la commune est exposée à un climat océanique altéré et est dans la région climatique Centre et contreforts nord du Massif Central, caractérisée par un air sec en été et un bon ensoleillement.
Pour la période 1971-2000, la température annuelle moyenne est de 11 °C, avec une amplitude thermique annuelle de 16,6 °C. Le cumul annuel moyen de précipitations est de 865 mm, avec 11,4 jours de précipitations en janvier et 7,5 jours en juillet. Pour la période 1991-2020, la température moyenne annuelle observée sur la station météorologique de Météo-France la plus proche, « Saint-Didier_sapc », sur la commune de Saint-Didier-en-Donjon à 11 km à vol d'oiseau, est de 11,5 °C et le cumul annuel moyen de précipitations est de 762,6 mm,. Pour l'avenir, les paramètres climatiques de la commune estimés pour 2050 selon différents scénarios d'émission de gaz à effet de serre sont consultables sur un site dédié publié par Météo-France en novembre 2022.

## Urbanisme

### Typologie
Au 1er janvier 2024, Lenax est catégorisée commune rurale à habitat très dispersé, selon la nouvelle grille communale de densité à 7 niveaux définie par l'Insee en 2022.
Elle est située hors unité urbaine et hors attraction des villes,.

### Occupation des sols

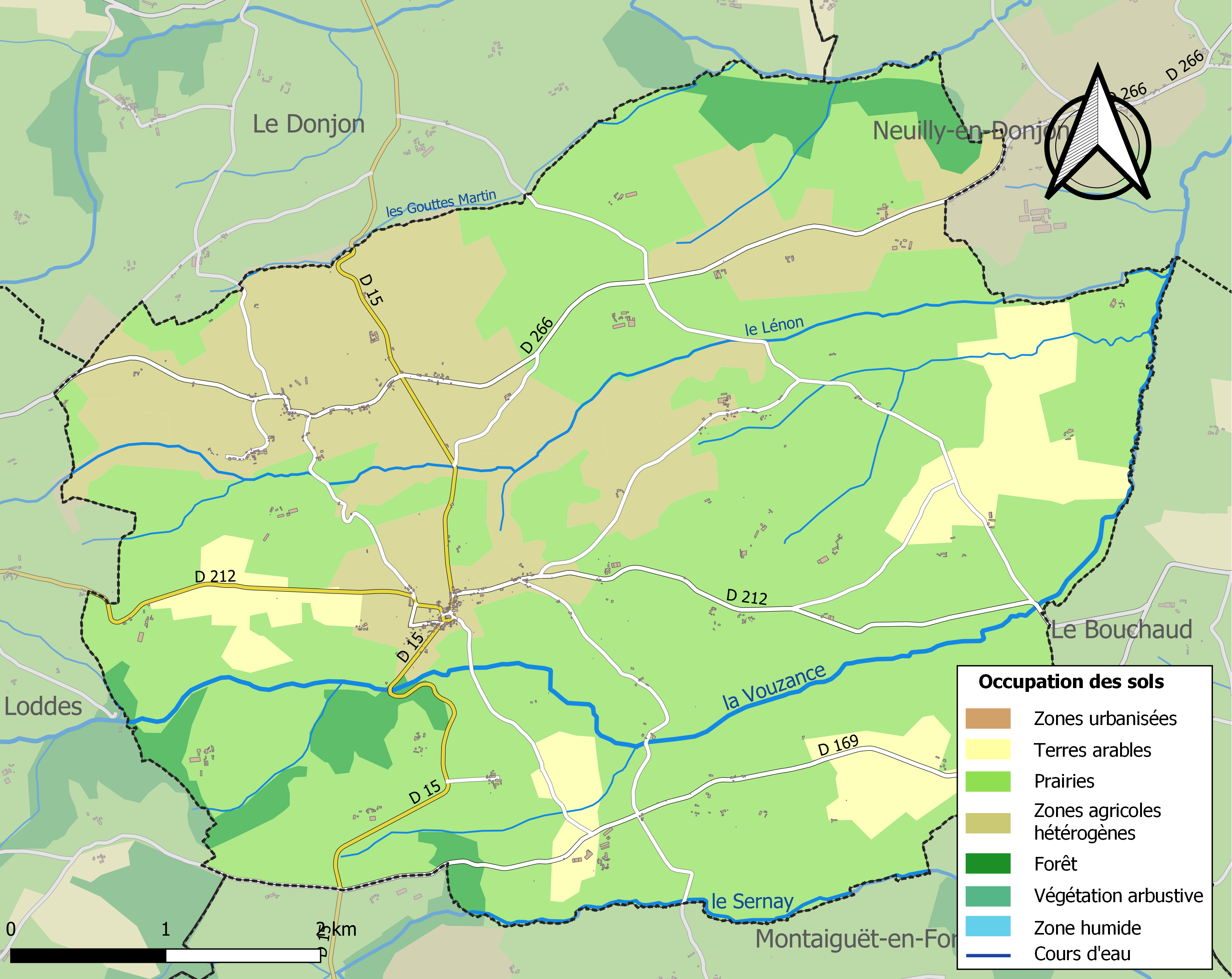
Carte des infrastructures et de l'occupation des sols de la commune en 2018 (CLC).

L'occupation des sols de la commune, telle qu'elle ressort de la base de données européenne d’occupation biophysique des sols Corine Land Cover (CLC), est marquée par l'importance des territoires agricoles (95,5 % en 2018), une proportion sensiblement équivalente à celle de 1990 (95,6 %). La répartition détaillée en 2018 est la suivante : prairies (63,7 %), zones agricoles hétérogènes (23,1 %), terres arables (8,7 %), forêts (4,5 %).
L'IGN met par ailleurs à disposition un outil en ligne permettant de comparer l’évolution dans le temps de l’occupation des sols de la commune (ou de territoires à des échelles différentes). Plusieurs époques sont accessibles sous forme de cartes ou photos aériennes : la carte de Cassini (XVIIIe siècle), la carte d'état-major (1820-1866) et la période actuelle (1950 à aujourd'hui).

### Voies de communication et transports
Le territoire communal est traversé par les routes départementales 15 (liaison du Donjon à Montaiguët-en-Forez), 169, 212 (de Loddes au Bouchaud) et 266 (vers Neuilly-en-Donjon).

## Toponymie
Lenax est un toponyme d'origine francoprovençale (le « x » final étant une caractéristique des suffixes arpitans). La commune fait en effet partie des quelques communes orientales de l'Allier à faire partie de l'aire linguistique de l'arpitan.

## Histoire
Le 31 janvier 2019, le Premier ministre Édouard Philippe et la secrétaire d'État à la transition écologique Emmanuelle Wargon ont participé à une réunion du Grand débat national à Lenax.

## Politique et administration

### Liste des maires
| Période                                  | Période                      | Identité             | Étiquette | Qualité  |
| ---------------------------------------- | ---------------------------- | -------------------- | --------- | -------- |
| Les données manquantes sont à compléter. |                              |                      |           |          |
| mars 2001                                | mars 2008                    | Camille Chassot      |           |          |
| mars 2008                                | mai 2018 (démission)         | Marie-Thérèse Tuloup |           | Employée |
| 11 mai 2018 (réélu en 2020)              | En cours (au 8 juillet 2020) | Pascal Baudelot      |           |          |

## Équipements et services publics

### Enseignement
Lenax dépend de l'académie de Clermont-Ferrand. Elle gère une école élémentaire publique.
Les élèves poursuivent leur scolarité au Donjon puis au lycée Albert-Londres de Cusset.

### Justice
Lenax dépend de la cour administrative d'appel de Lyon, de la cour d'appel de Riom, du tribunal administratif de Clermont-Ferrand, du tribunal de proximité de Vichy et des tribunaux judiciaire et de commerce de Cusset.

## Population et société

### Démographie
Les habitants de la commune sont appelés les Lenaxois et les Lenaxoises.
L'évolution du nombre d'habitants est connue à travers les recensements de la population effectués dans la commune depuis 1793. Pour les communes de moins de 10 000 habitants, une enquête de recensement portant sur toute la population est réalisée tous les cinq ans, les populations de référence des années intermédiaires étant quant à elles estimées par interpolation ou extrapolation. Pour la commune, le premier recensement exhaustif entrant dans le cadre du nouveau dispositif a été réalisé en 2008.

En 2022, la commune comptait 250 habitants, en évolution de −3,85 % par rapport à 2016 (Allier : −1,38 %, France hors Mayotte : +2,11 %).
| 1793 | 1800  | 1806  | 1821  | 1831 | 1836  | 1841  | 1846  | 1851 |
| ---- | ----- | ----- | ----- | ---- | ----- | ----- | ----- | ---- |
| 913  | 1 097 | 1 031 | 1 004 | 978  | 1 002 | 1 025 | 1 080 | 920  |

| 1856  | 1861  | 1866  | 1872  | 1876  | 1881  | 1886  | 1891  | 1896  |
| ----- | ----- | ----- | ----- | ----- | ----- | ----- | ----- | ----- |
| 1 127 | 1 065 | 1 196 | 1 193 | 1 201 | 1 149 | 1 199 | 1 237 | 1 166 |

| 1901  | 1906  | 1911 | 1921 | 1926 | 1931 | 1936 | 1946 | 1954 |
| ----- | ----- | ---- | ---- | ---- | ---- | ---- | ---- | ---- |
| 1 092 | 1 027 | 960  | 855  | 838  | 779  | 778  | 666  | 618  |

| 1962 | 1968 | 1975 | 1982 | 1990 | 1999 | 2006 | 2008 | 2013 |
| ---- | ---- | ---- | ---- | ---- | ---- | ---- | ---- | ---- |
| 538  | 510  | 421  | 404  | 360  | 296  | 255  | 243  | 265  |

| 2018 | 2022 | - | - | - | - | - | - | - |
| ---- | ---- | - | - | - | - | - | - | - |
| 245  | 250  | - | - | - | - | - | - | - |

## Culture locale et patrimoine

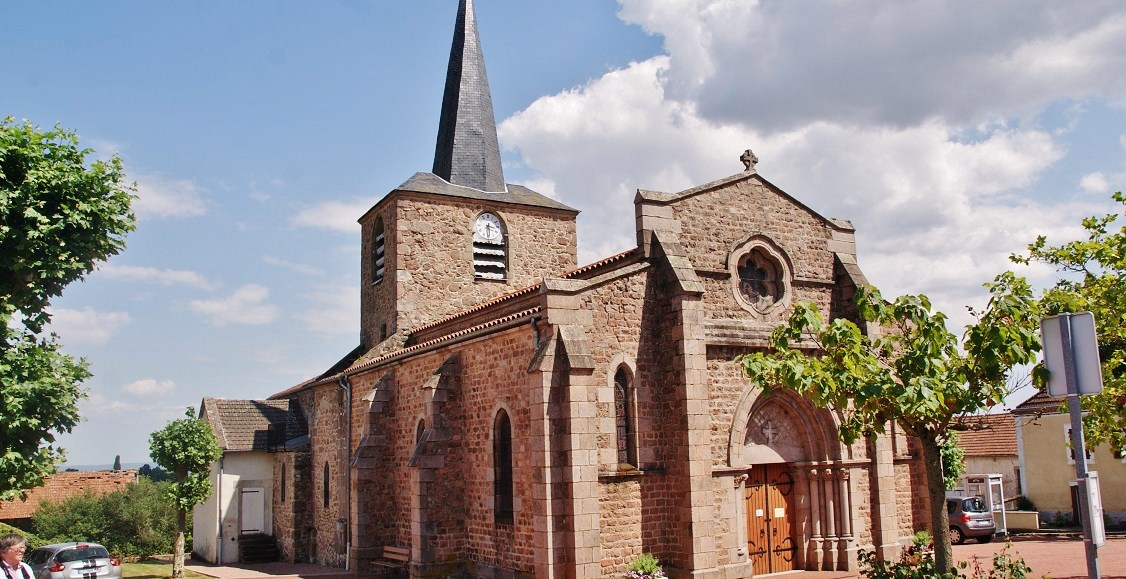
L'église Saint-Martin.

### Lieux et monuments
- L'église Saint-Martin, dont le chœur et l'abside sont d'époque gothique et la nef de style néogothique, est ouverte en été pour les visites. C'est le point d'attraction principal du village.